# Kriegsverbrecherprozess von Riga

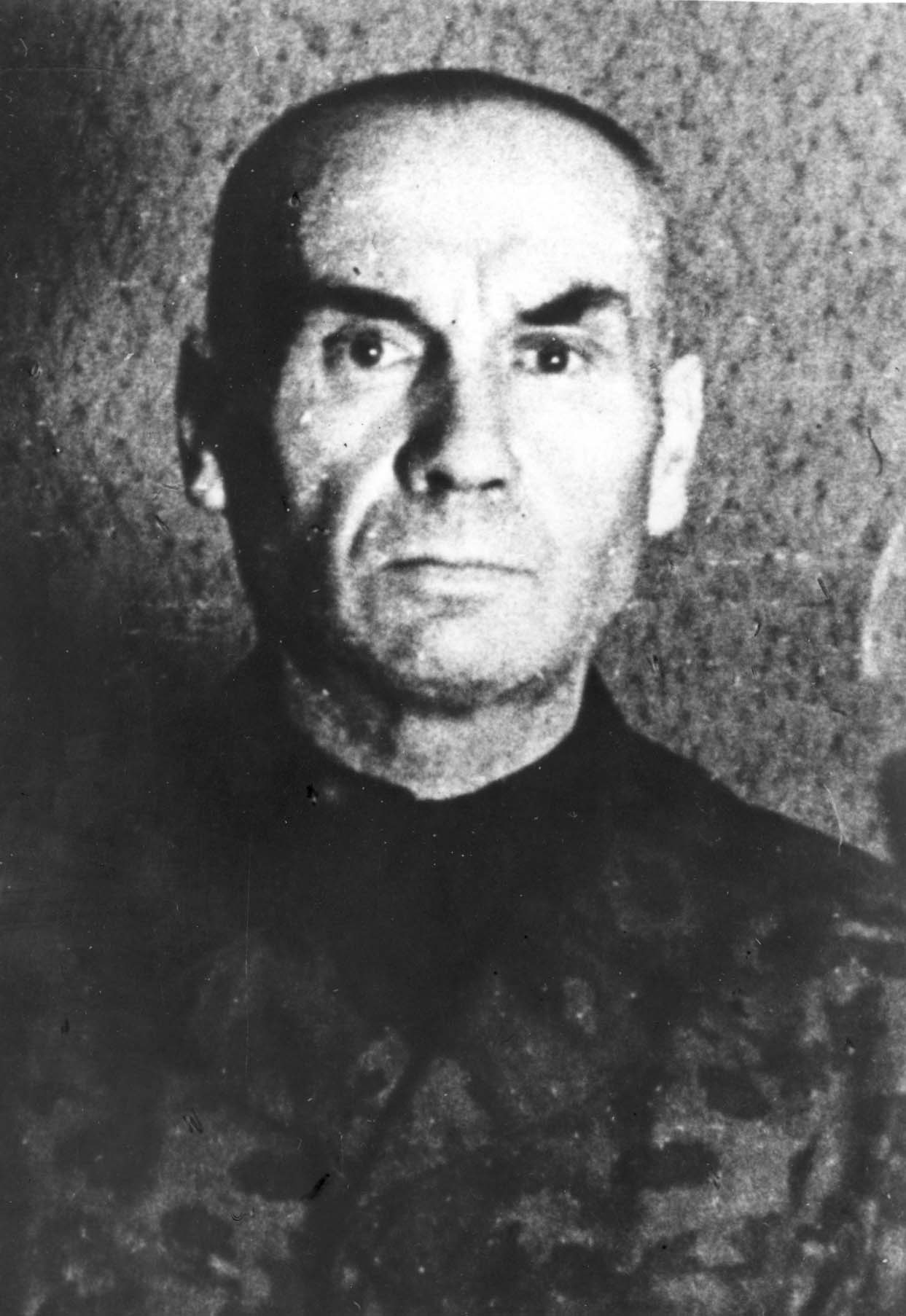
Friedrich Jeckeln in sowjetischer Gefangenschaft

Der Kriegsverbrecherprozess von Riga fand vom 26. Januar bis 3. Februar 1946 in Riga gegen sechs Wehrmachtsgeneräle und den Höheren SS- und Polizeiführer Friedrich Jeckeln (in den Reichskommissariaten Russland Süd und Ostland), sowie den SA-Standartenführer Alexander Boecking vor dem Militärtribunal des baltischen Wehrkreises statt. Anders als bei den Schauprozessen während der Säuberungen Stalins in der KPdSU während der dreißiger Jahre mussten strafrechtlich relevante Tatbestände nicht eigens erfunden werden, deshalb der Begriff Kriegsverbrecherprozess.

## Hintergrund
Aufgrund der alliierten Moskauer Deklaration vom 30. Oktober 1943 sühnte die Sowjetunion diejenigen Kriegsverbrechen, die auf ihrem Territorium begangen worden waren. Bereits der Ukas 43 vom 19. April 1943 hatte vorgesehen, „deutsche, italienische, rumänische, ungarische und finnische Verbrecher, die der Mordtaten und Misshandlungen an der Zivilbevölkerung und an gefangenen Rotarmisten überführt worden sind, sowie Spione und Vaterlandsverräter unter den Sowjetbürgern mit der Todesstrafe durch Erhängen zu bestrafen.“ Das betraf Massenerschießungen der Zivilbevölkerung, Gräueltaten gegenüber Kriegsgefangenen und Zivilisten, die Deportationen und die vielfältigen Zerstörungen vor Ort während des Deutsch-Sowjetischen Kriegs. Schlüsselpersonen aus der SS und den Einsatzgruppen, aber auch hohe Wehrmachtsoffiziere wurden in einer ersten Welle von acht öffentlichen Prozessen abgeurteilt. Wegen der teilweise psychischen und physischen Folter der Angeklagten, manch falschen Beschuldigungen sowie der aktiven Einbeziehung der lokalen Bevölkerung spricht die Forschung von Demonstrations- oder gar von Schauprozessen. Die Urteile erschienen nicht nur hart und unerbittlich, sondern aufgrund von vorgelegten Beweisen und Zeugenaussagen auch legitim.

## Anklage
Anders als bei anderen Prozessen der ersten Welle wollten und konnten die Ankläger dem Hauptangeklagten Jeckeln konkrete Verantwortlichkeiten nachweisen. So konnte Jeckeln, einem Rassekrieger par exellence, dessen Name vor allem mit dem Massaker von Rumbula verbunden ist, anhand von eigenen Aussagen, sowie Zeugenaussagen anderer Tatbeteiligter und Überlebender der Massaker sowie anhand deutscher Unterlagen eine Schuld nachgewiesen werden. Er hatte nicht nur die Befehle gegeben, sondern war auch teilweise persönlich anwesend und hatte selbst Erschießungen vorgenommen und sich damit gerühmt. Den Anklägern gelang es, die „Blutspur“ Jeckelns durch die Ukraine und das Baltikum nachzuzeichnen und seine Verantwortung für den begangenen Judenmord zu ermitteln, auch wenn es gelegentlich zu Überzeichnungen kam. Jeckeln verteidigte seine Taten damit, dass er auf höheren Befehl von Reichsführer SS Heinrich Himmler gehandelt habe.
Boecking, dem Gebietskommissar des Talliner Bezirks, wurde pauschal die Germanisierungspolitik in Estland mit der Plünderung und Vernichtung des estnischen Volkes und der Ansiedlung Deutscher vorgeworfen. Dabei wurden auch konkrete Vorwürfe wie Zwangsarbeit, Zwangsaussiedlung und Plünderung erhoben und konkret Betroffene benannt.
| Name                               | geb. | Rang                  | Funktion |
| ---------------------------------- | ---- | --------------------- | --- |
| Friedrich Werther                  | 1890 | Generalmajor          | 1943/44 verschiedene Feldkommandanturen im Osten; 1944 Kommandeur Küstenverteidigung Riga |
| Bronislav Pavel                    | 1890 | Generalmajor          | 1942 Kommandant zweier Kriegsgefangenenlager und Kommandeur des Kriegsgefangenenwesens beim Befehlshaber Ostland; 1943/1944 Oberfeldkommandant 392 (Minsk) und Korück AOK 4                                                                                 |
| Friedrich Jeckeln                  | 1895 | General der Waffen-SS | Höherer SS- und Polizeiführer in Russland Süd und Ostland; 1944 Kommandeur V. SS-Gebirgskorps |
| Wolfgang von Ditfurth              | 1879 | Generalleutnant       | 1939–1942 Kommandeur 403. Sicherungs-Division; Ortskommandant von Kursk |
| Siegfried Ruff                     | 1895 | Generalleutnant       | 1942 Kommandeur 401. Ersatz-Division; April 1944 Ortskommandant von Riga |
| Hans Küpper                        | 1891 | Generalmajor          | 1942–1944 Chef mehrerer Feldkommandanturen in der Ukraine und im Baltikum |
| Albrecht Baron Digeon von Monteton | 1887 | Generalleutnant       | August 1942-September 1944 Kommandeur 391. Feldausbildungs-Division, im März 1944 umbenannt in 391. Sicherungs-Division z.b.V. September 1944 - Mai 1945 Kommandeur 52. Sicherungs-Division April 1945 - Mai 1945 Ortskommandant des „festen Platzes“ Libau |
| Alexander Boecking                 | 1897 | SA-Standartenführer   | Bezirkskommissar Tallinn |

Jeckeln, Boecking und die Generäle wurden nach Ukas 43 wegen Kriegsverbrechen auf sowjetischem Territorium zum Tode verurteilt und unmittelbar nach der Urteilsverkündigung am 3. Februar 1946 öffentlich durch Hängen hingerichtet.

## Dokumentation der deutschen Gräueltaten
Wie bei den Prozessen von Minsk und Charkow wurden die Protokolle der Hauptverhandlung in Buchform veröffentlicht und es wurden dokumentarische Filmaufnahmen des Prozesses angefertigt.

## Film
- Hinrichtung, Dokumentarfilm, Chronoshistory